# Parlamentswahl in Frankreich 1958
Die Parlamentswahl in Frankreich 1958 fand am 23. und 30. November statt. Gewählt wurden 546 Abgeordneten der Nationalversammlung.
Die Mandate wurden wie folgt verteilt:
- Départements métropolitains und Départements d’outre-mer: 465 und 10 Mandate[1];
- Départements d’Algerie: 67 Mandate[2];
- Départements du Sahara (Saoura und Oasis): 4 Mandate[3].

In den Übersee-Territorien (Territoires d’outre-mer) fanden die Wahlen zwischen 1959 und 1962 statt. Die 33 Abgeordneten, die 1956 gewählt worden waren, blieben bis 1959 im Amt. Das neue Wahlgesetz wurde 1959 verabschiedet.

## Ergebnis

### France métropolitaine
| Listen                                                                                          | Listen                                         | 1. Wahlgang | 1. Wahlgang | 1. Wahlgang | 2. Wahlgang | 2. Wahlgang | 2. Wahlgang | Mandate Gesamt |
| Listen                                                                                          | Listen                                         | Stimmen     | %           | Mandate     | Stimmen     | %           | Mandate     | Mandate Gesamt |
| ----------------------------------------------------------------------------------------------- | ---------------------------------------------- | ----------- | ----------- | ----------- | ----------- | ----------- | ----------- | -------------- |
|                                                                                                 | Parti communiste français                      | 3.870.183   | 18,9        | 1           | 3.833.418   | 20,6        | 9           | 10             |
|                                                                                                 | Union pour la Nouvelle République              | 3.589.362   | 17,5        | 8           | 5.249.746   | 28,2        | 181         | 189            |
|                                                                                                 | Section française de l’Internationale ouvrière | 3.176.558   | 15,5        | 2           | 2.574.606   | 13,8        | 38          | 40             |
|                                                                                                 | Centre national des indépendants               | 2.837.242   | 13,8        | 15          | 2.869.173   | 15,4        | 117         | 132            |
|                                                                                                 | Mouvement républicain populaire                | 1.890.953   | 9,2         | 8           | 1.370.246   | 7,4         | 49          | 57             |
|                                                                                                 | Modérés                                        | 1.274.945   | 6,2         | –           | 570.775     | 3,1         | –           | –              |
|                                                                                                 | Radicaux                                       | 971.838     | 4,7         | 5           | 619.784     | 3,3         | 30          | 35             |
|                                                                                                 | Rassemblement des gauches républicaines        | 738.872     | 3,6         | –           | 439.517     | 2,4         | –           | –              |
|                                                                                                 | Extrême droite                                 | 604.834     | 3,0         | –           | 172.361     | 0,9         | –           | –              |
|                                                                                                 | Centre républicain                             | 664.086     | 3,2         | –           | 451.810     | 2,4         | –           | –              |
|                                                                                                 | Démocrates chrétiens                           | 517.417     | 2,5         | –           | 343.292     | 1,8         | –           | –              |
|                                                                                                 | Parti socialiste unifié und divers gauche      | 356.081     | 1,7         | –           | 146.046     | 0,8         | 2           | 2              |
| Gesamt                                                                                          | Gesamt                                         | 20.492.371  | 100         | 39          | 18.640.774  | 100         | 426         | 465            |
|                                                                                                 |                                                |             |             |             |             |             |             |                |
| Ungültige Stimmen                                                                               | Ungültige Stimmen                              | 535.917     | 2,5         |             | 468.017     | 2,4         |             |                |
| Wähler                                                                                          | Wähler                                         | 21.028.288  | 77,2        |             | 19.108.791  | 70,7        |             |                |
| Wahlberechtigte                                                                                 | Wahlberechtigte                                | 27.244.729  |             |             | 27.013.390  |             |             |                |
|                                                                                                 |                                                |             |             |             |             |             |             |                |
| Quellen: 1. Wahlgang: Amtliche Statistik (Innenministerium) – 2. Wahlgang: vorläufiges Ergebnis |                                                |             |             |             |             |             |             |                |

### Überseefrankreich

#### Übersee-Départements (DOM)
| Département d’outre-mer | Mandate |
| ----------------------- | ------- |
| Guadeloupe              | 3       |
| Guyane                  | 1       |
| Martinique              | 3       |
| La Réunion              | 3       |
| Gesamt                  | 10      |

#### Übersee-Territorien (TOM)
| Territoire d'outre-mer               | Abgeordnete              | Abgeordnete                        |
| Territoire d'outre-mer               | Verlängerung des Mandats | Gewählte Mitglieder und Wahltermin |
| ------------------------------------ | ------------------------ | ---------------------------------- |
| Comores                              | 1                        | 2 (31. Mai 1959)                   |
| Côte française des Somalis           | 1                        | 1 (19. April 1959)                 |
| Côte d'Ivoire                        | 1                        | –                                  |
| Dahomey                              | 2                        | –                                  |
| Établissements français de l'Océanie | 1                        | –                                  |
| Gabon                                | 1                        | –                                  |
| Gabon – Moyen-Congo                  | 1                        | –                                  |
| Haute Volta                          | 4                        | –                                  |
| Madagascar                           | 5                        | –                                  |
| Mauritanie                           | 1                        | –                                  |
| Moyen Congo                          | 1                        | –                                  |
| Niger                                | 2                        | –                                  |
| Nouvelle-Calédonie                   | 1                        | 1 (24. Mai 1959)                   |
| Oubangui-Chari                       | 1                        | –                                  |
| Oubangui-Chari – Tchad               | 1                        | –                                  |
| Polynésie                            | –                        | 1 (26. Juni 1960)                  |
| Saint-Pierre-et-Miquelon             | 1                        | 1 (10. Mai 1959)                   |
| Sénégal                              | 2                        | –                                  |
| Soudan                               | 4                        | –                                  |
| Tchad                                | 2                        | –                                  |
| Wallis-et-Futuna                     | –                        | 1 (25. März 1962)                  |
| Gesamt                               | 33                       | 7                                  |

### Algérie française
| Département            | Département            | Mandate |
| ---------------------- | ---------------------- | ------- |
| Départements d’Algerie | Départements d’Algerie | 67      |
| Départements du Sahara | Saoura                 | 1       |
| Départements du Sahara | Oasis                  | 3       |
| Gesamt                 | Gesamt                 | 71      |

### Sitze insgesamt
| Gebiet                      | 1. Wahlgang | 2. Wahlgang | Gesamt |
| --------------------------- | ----------- | ----------- | ------ |
| Metropolitan-Frankreich     | 39          | 426         | 465    |
| Übersee-Départements        | 2           | 8           | 10     |
| Gesamt France départemental | 41          | 434         | 475    |
|                             |             |             |        |
| Algerien und Sahara         | 71          | 71          | 71     |
| Gesamt                      | Gesamt      | Gesamt      | 546    |
|                             |             |             |        |
| Übersee-Territorien         | Keine Wahl  | Keine Wahl  | 33     |
| Gesamt                      | Gesamt      | Gesamt      | 579    |

## Fraktionen
| Fraktion                                                                  | Fraktion                                                       | Abgeordnete | Abgeordnete | Abgeordnete |
| Fraktion                                                                  | Fraktion                                                       | Mitglieder  | Assoziierte | Gesamt      |
| ------------------------------------------------------------------------- | -------------------------------------------------------------- | ----------- | ----------- | ----------- |
|                                                                           | Union pour la Nouvelle République (UNR)                        | 199         | 7           | 206         |
|                                                                           | Indépendants et paysans d’action sociale (IPAS)                | 107         | 10          | 117         |
|                                                                           | Républicains populaires et du Centre démocratique (RPCD)       | 49          | 15          | 64          |
|                                                                           | Socialiste (SOC)                                               | 43          | 4           | 47          |
|                                                                           | Formation administrative des élus d'Algérie et du Sahara (EAS) | 66          | –           | 66          |
|                                                                           | Formation administrative des non-inscrits (NI)                 | 40          | –           | 40          |
|                                                                           | Fraktionslose Abgeordnete                                      | 36          | –           | 36          |
|                                                                           | Vakante Sitze 1                                                | –           | –           | 3           |
| Gesamt                                                                    | Gesamt                                                         | Gesamt      | Gesamt      | 579         |
|                                                                           |                                                                |             |             |             |
| Quelle: Journal officiel – Assemblée nationale, Séance du 27 Janvier 1959 |                                                                |             |             |             |

- 1 In drei Wahlkreisen (Drôme III, Haut-Rhin V und Charente-Maritime I) wurde die Wahl für ungültig erklärt[14]

## Nachwahl
| Wahlkreis           | Datum            |
| ------------------- | ---------------- |
| Charente-Maritime I | 22. Februar 1959 |
| Drôme III           | 22. Februar 1959 |
| Haut-Rhin V         | 22. Februar 1959 |
| Ardèche III         | 5. April 1959    |
| La Réunion II       | 14. Juni 1959    |
| Algérie XIV         | 12. Juli 1959    |
| Maine-et-Loire I    | 22. Mai 1960     |
| Seine VII           | 4. Juni 1961     |
| Comores             | 4. März 1962     |

## Bibliografie
- Les Élections legislatives de 1958, Ministère de l’intérieur